# Serranillo
Serranillo es una localidad del municipio de Villar de la Yegua, en la comarca del Campo de Argañán, provincia de Salamanca, comunidad autónoma de Castilla y León, España. 

## Demografía
El número de habitantes de Serranillo sufre un descenso continuo desde los últimos años, debido principalmente al envejecimiento de la población y a la emigración.
En 2017 contaba con una población de 24 habitantes, de los cuales 13 son varones y 11 son mujeres (INE 2017).
| Gráfica de evolución demográfica de Serranillo entre 2000 y 2017                         |
|                                                                                          |
| Fuente: Instituto Nacional de Estadística de España - Elaboración gráfica por Wikipedia. |

## Monumentos y lugares de interés
Serranillo cuenta con los atractivos culturales, rurales y naturales propios de la comarca de Campo de Argañán. En particular, dicho municipio alberga un enclave europeo único, el yacimiento de arte rupestre de Siega Verde, que está estrechamente relacionado con el vecino yacimiento rupestre portugués de Valle de Côa. Ambos yacimientos nos permiten conocer y gozar del patrimonio cultural que nos legaron los habitantes de la zona durante el Paleolítico Superior. Siega Verde es una zona protegida con cámaras de vigilancia, que abarca ambos márgenes del río Águeda; sin embargo, la estación arqueológica propiamente dicha se encuentra únicamente en la margen izquierda, que pertenece al término de Serranillo, anejo a Villar de la Yegua.
El cauce del río Águeda es quien delimita los terrenos pertenecientes a los pueblos de Castillejo de Martín Viejo y Serranillo, anejo de Villar de la Yegua. En la margen derecha del río Águeda se sitúan los terrenos limítrofes de Castillejo de Martín Viejo. Aguas arriba de dicho yacimiento se sitúan los terrenos limítrofes de Martillán, anejo de Villar de Argañán, con los terrenos que integran Siega Verde, sin embargo, no se encuentran dentro de su término municipal, y por último y en la margen izquierda del río Águeda se sitúan los de Serranillo, anejo de Villar de la Yegua, enclave donde se encuentra situada tanto el aula de interpretación arqueológica como el yacimiento de Siega Verde.
Esto no hace que el yacimiento sea compartido entre dichos términos municipales, sin embargo, están obligados a cuidarlo y conservarlo en perfecto estado, puesto que es Patrimonio Mundial de la Humanidad desde que fue declarado por la UNESCO, el 1 de agosto de 2010, como anteriormente fue declarado el vecino yacimiento portugués Valle de Côa en 1998.
Actualmente, las visitas al Aula Arqueológica y al yacimiento arqueológico de Siega Verde están gestionadas por ADECOCIR (Asociación para el Desarrollo de la Comarca de Ciudad Rodrigo).

## Cultura

### Fiestas
Las festividades locales más importantes de Serranillo son el 3 de febrero, en honor a San Blas, el patrón del pueblo.